# Duray Miklós
Duray Miklós (Losonc, 1945. július 18. – Budapest, 2022. december 30.) felvidéki magyar politikus, író és egyetemi tanár, eredeti foglalkozása szerint geológus.

## Szakmai pályája
Magyar tannyelvű iskolákba járt, Losoncon alapiskolába, majd Füleken középiskolába. Érettségi után 1962–63-ban munkásként dolgozott.
1963 és 1971 közt a pozsonyi Comenius Egyetemen tanult és általános geológusdiplomát szerzett. Egyetemi tanulmányait a „prágai tavasz” eseményei közepette megszakította (1965-től aktívan politizált). 1972–73-ban a pozsonyi Talajtani és Növénytáp Kutató Intézet tudományos segédkutatója, 1973 és 1977 között a Szlovák Tudományos Akadémia Geológiai Intézetének ösztöndíjasa. 1977-ben doktori vizsgát tett geokémiából („A maradéktalajok altalajának geokémiai folyamatai és agyagásványi összetétele közötti összefüggések vizsgálata”) a pozsonyi Komenský (Commenius) Egyetem Természettudományi Karán. A következő tizenkét évben a Doprastav híd- és közút építő állami vállalatnál dolgozott geológusként. 1988–89-ben az Indiana University of Pennsylvania állami egyetem vendégtanára volt, majd a szlovák bársonyos forradalom után hazatért, és politikai pályára lépett.

## Politikai pályája
Politikusi pályája a kommunista rendszer idején indult, publikációs tiltások, rendőrségi zaklatás, letartóztatások kísérték. Duray a csehszlovák kommunista rezsim egyik nemzetközileg legismertebb ellenzéki politikusává vált.

### A „prágai tavasz” bukásáig
Politizálni a Csehszlovákiai Magyar Dolgozók Kulturális Egyesületének (Csemadok, ma Szlovákiai Magyar Társadalmi és Közművelődési Szövetség) tagjaként kezdett, amelynek 1966-ban központi bizottsági tagjává, 1968-ban egy évig elnökségi tagjává vált.
1965–68 között a pozsonyi magyar főiskolások és egyetemisták József Attila Ifjusági Klubjának elnöke volt. Ezekben az években a hivatalos hatalomtól független Nyári Ifjúsági Találkozók egyik szervezője is volt, 1968-ban pedig megalapította az ugyancsak független, ifjúsági klubokat koordináló Módszertani Csoportot. Ugyanebben az évben alapítja és vezeti a csehszlovákiai Magyar Ifjúsági Szövetséget (MISZ), amelyet a következő év novemberében a belügyminisztérium betiltott.
Duray 1969 végén lemondott a Csemadokban viselt tisztségeiről. A következő évben a szervezetből is kizárták, megtiltották számára a politizálást és a publikálást. Hatéves szünet következett.

### A Charta 77 korszaka
Duray 1977-től tért vissza a közéletbe. Előadásokat tartott magyar egyetemistáknak és vitába szállt a Charta 77-et bíráló értelmiségiekkel.
Aktív részvétele a magyar kisebbségnek az asszimilációs intézkedések elleni politikájában 1978-ban kezdődött, amikor megalapította a többek közt a magyar iskolák tervezett felszámolása ellen tiltakozó Csehszlovákiai Magyar Kisebbség Jogvédő Bizottságát, és ennek 1989 decemberéig szóvivője lett.
1979-ben részt vett a Bibó-emlékkönyv megírásában és felesége közvetítésével kapcsolatba került a Charta 77-tel.
A következő években megfigyelték, kihallgatták, megtiltották, hogy külföldre utazzon és többször tartottak nála házkutatást. 1982-ben megvádolták az államrend felforgatásával és 1982. november 10-én letartóztatták. 1983 elején még vizsgálati fogságban volt. Mellette foglalt állást a Charta 77 és a Magyar Írók Szövetségének egy része. Külföldi nyomásra felfüggesztették a perét.
Még ugyanebben az évben aláírta a Charta 77 polgárjogi nyilatkozatát. A következő évben ismét letartóztatták. Emiatt tiltakozott többek közt az Amnesty International és a Nemzetközi PEN Club amerikai tagozata.
Tizenöt hónapos fogva tartás után szabadon engedték, a rendőrségi zaklatások azonban ezután is folytatódtak, mert Duray nem hagyott fel az ellenzéki politizálással, többek közt részt vett a Charta 77 szóvivői testületének munkájában is.
1988-ban a magyar demokratikus ellenzék által létrehozott Szabad Kezdeményezések Hálózata tagja lett annak párttá (SZDSZ) alakulásáig. Előadást tartott az MDF egyik fórumán is a Jurta Színházban.
Ugyanebben az évben a bécsi EBESZ utóértekezlet amerikai delegációjának nyomására visszakapta útlevelét és kiutazási engedélyt kapott. A Pennsylvaniai Egyetem (University of Pennsylvania) magánegyetem meghívására feleségével az Egyesült Államokba utazott. A meghívás a geológusnak szólt, de az egyetemen politológiával foglalkozott. Szakmailag Chászár Ede politológiaprofesszor, anyagilag a Hungarian Human Rights Foundation és Soros György támogatta.
1989-ben az amerikai ügyvédek emberjogi szervezetének közbenjárásával nagy nehezen engedélyt kapott a hazautazásra. Decemberben már a kommunista rezsim bukása után felálló új csehszlovák kormány miniszterjelöltje volt, de a tárgyaláson Csehszlovákia Kommunista Pártját képviselő Marian Čalfa, későbbi kormányfő körének vétójára a jelöltek közül egyedüliként mégsem vált a kormány tagjává.

### 1990 után

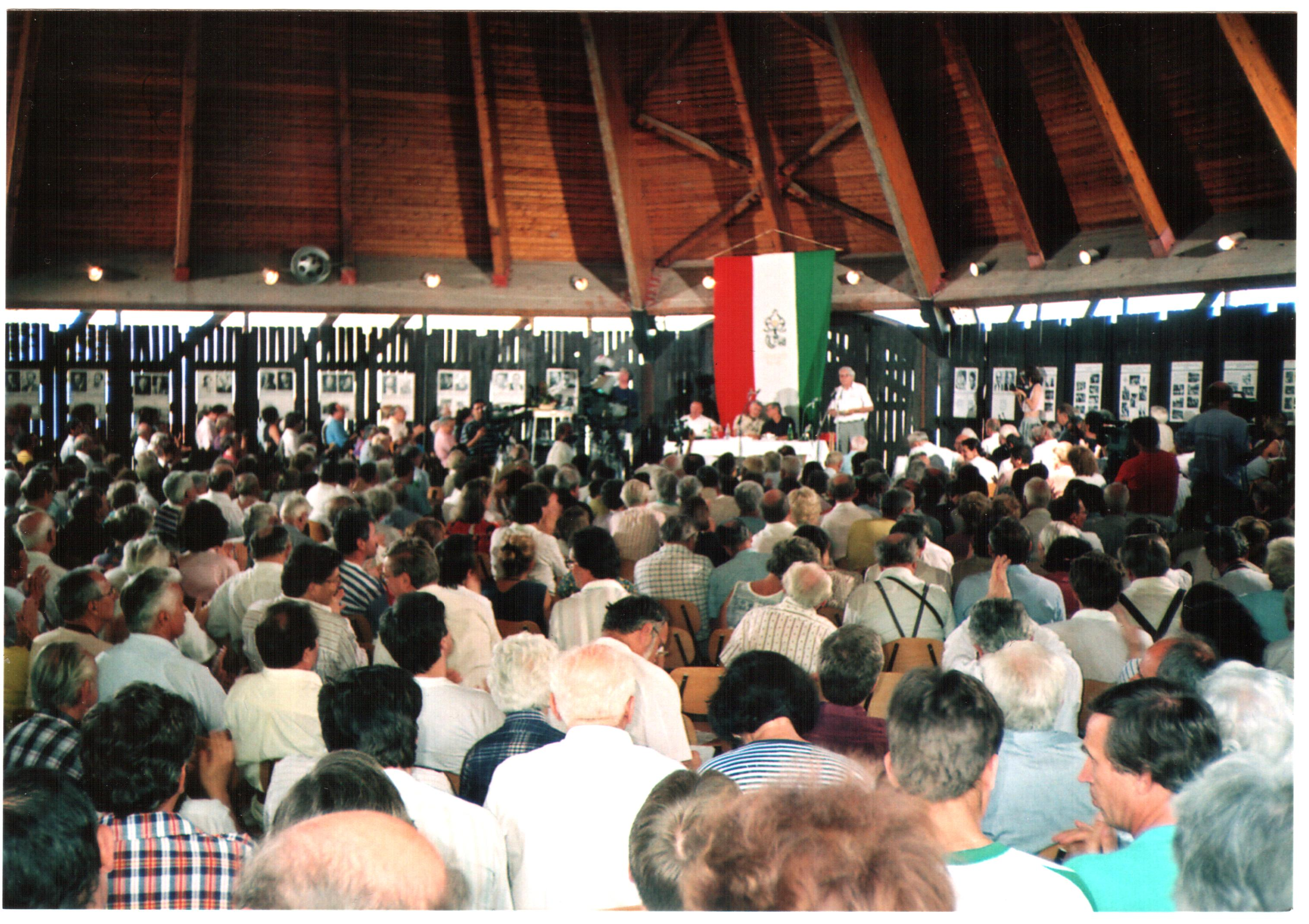
Duray Miklós az 1993-as Szárszói Konferencián

1990-ben pártot alapított Együttélés Politikai Mozgalom néven, amelynek elnöke marad 1998-ig, amikor is a három szlovákiai magyar párt, a kereszténydemokrata, Bugár Béla vezette Magyar Kereszténydemokrata Mozgalom, a szintén jobboldali, Duray Miklós vezette Együttélés és a liberális, A. Nagy László vezette Magyar Polgári Párt egy pártba tömörült Magyar Koalíció Pártja néven.
Az első csehszlovák demokratikus parlamenti választáson 1990 májusában országosan a második legnagyobb támogatottságot élvező politikus volt. Politikai ellenfelei nacionalizmussal vádolták, miközben az Együttélés a különböző etnikumok közösségi érdekeinek védelmét vállaló mozgalomként hamarosan a Liberális Internacionáléhoz csatlakozott, s e szervezet egyik alelnöke volt, 1998-ig.
1994-ben újraválasztották, immár a szlovákiai parlamentbe.
1994–1996 között a Magyar Koalíció parlamenti frakciójának elnöke volt.
1999–2007 között a Magyar Koalíció Pártjának ügyvezető alelnöke volt, 2007-ben az MKP megszüntette ezt a tisztséget.
2007–2010 között a Magyar Koalíció Pártjának stratégiai alelnöke volt.
2009-ben A szabadság ára címen Koltay Gábor dokumentumfilmet készített róla, amelyet két évvel később, 2011-ben mutattak be a budapesti Uránia moziban.
A 2010-es szlovákiai parlamenti választáson az MKP nem jutott be a parlamentbe, így képviselői mandátuma megszűnt. Ezt követően bejelentette, hogy korára való tekintettel visszavonul az aktív politizálástól és lemond az MKP-ban betöltött tisztségéről.
2010-től a Soproni Egyetemen oktatott politológiát.
2011 és 2020 között a Szövetség a Közös Célokért jogi személyek társulásának elnöke.
2020-tól a Szövetség a Közös Célokért tiszteletbeli elnöke.
2022. december 30-án hunyt el, a Szövetség a Közös Célokért saját halottjaként tekint rá, temetése szülővárosában, Losoncon 2023. január 17-én tartják.

## Irodalmi ünnepi fellépése
Duray Miklós nyújtotta át 2014. február 14-én Budapesten a Balassi Bálint-emlékkardot az ekkor kitüntetett magyar költőnek, a felvidéki Kulcsár Ferencnek.

## Családi háttere
Édesanyja, Zvoda Mária (1910–2008) Losoncon tanító, édesapja, dr. Duray Endre (1908–1980) jogász volt. Felesége Szabó Zsuzsanna (1945–2018) matematikus volt, gyermekük az 1989-ben született Áron Bálint.

## Díjai, elismerései
- Komárom

- Kőrösi Csoma Sándor-díj (1986)[13]
- Bethlen Gábor-díj (1988)[14][15]
- Ius Humana-díj (1992)
- Esterházy János Emlékérem (1995)
- Tőkés László-díj (1996)
- Berzsenyi Dániel Díj (1996)
- Stephanus Rex kitüntetés (1996)

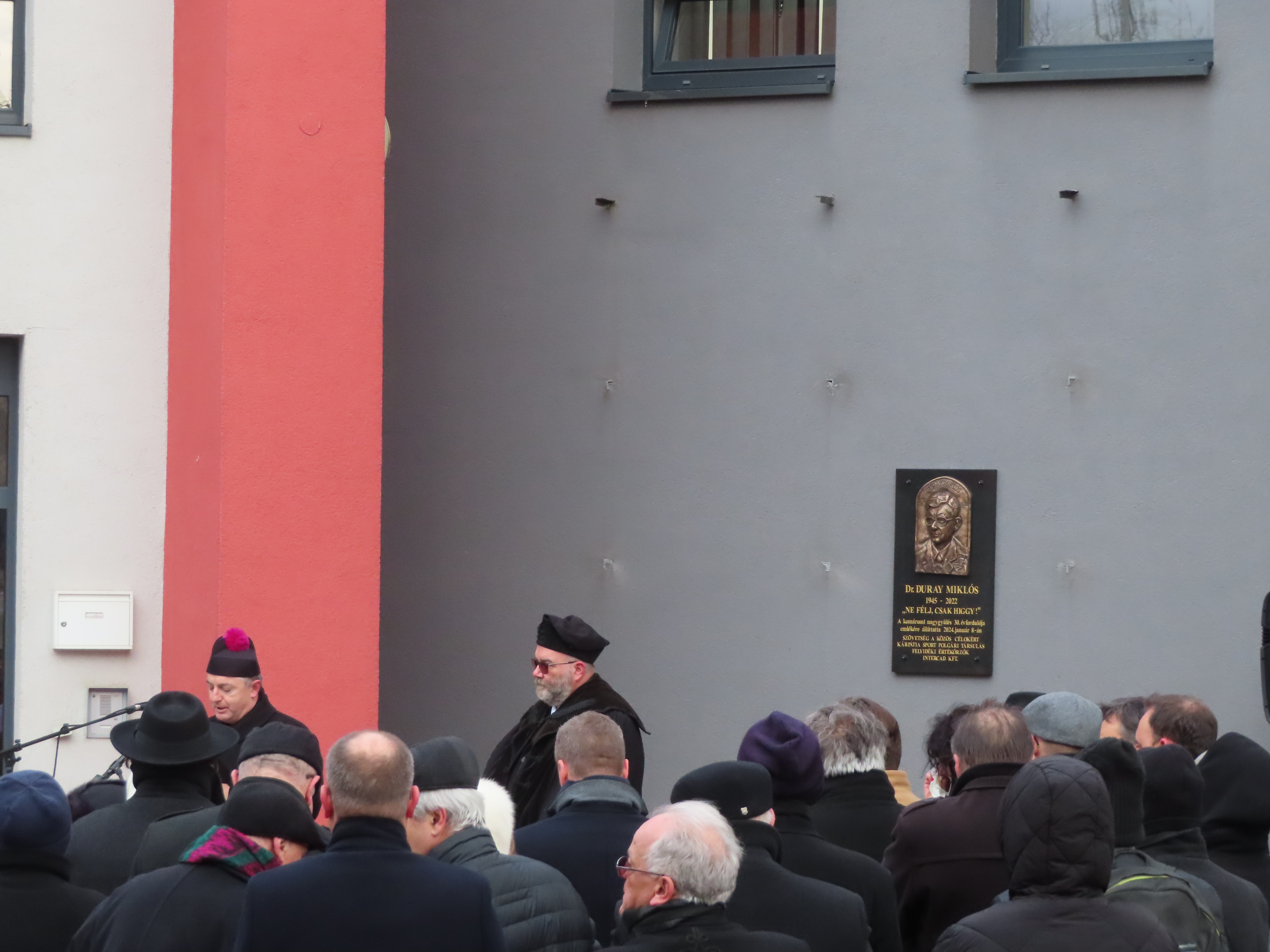
Komárom
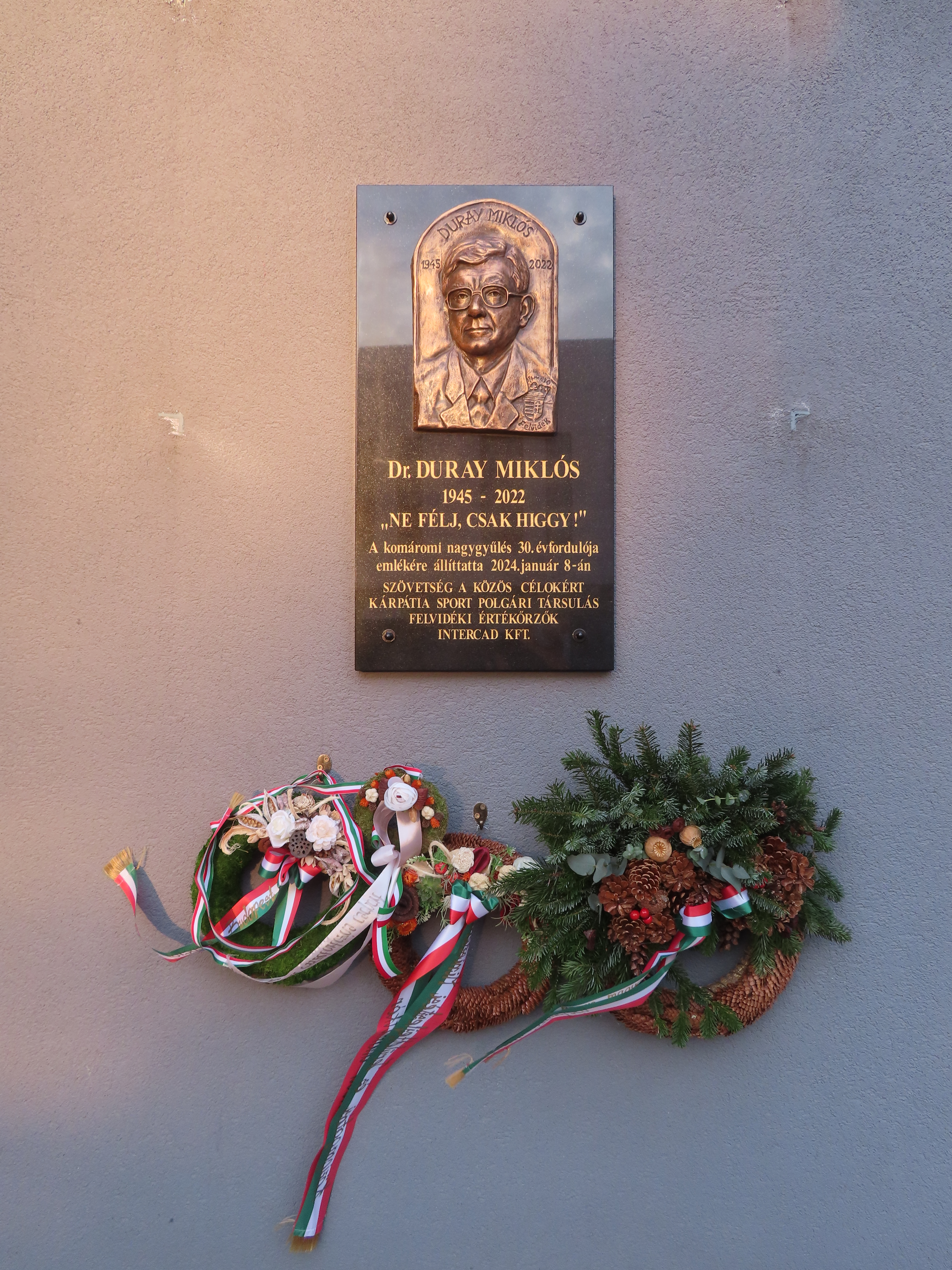

- 56-os Magyar Szabadságharc Érdemkereszt, I. fokozat (1999)
- Hűség Díj (1999)
- Magyar Örökség díj (2000)
- A Magyar Köztársasági Érdemrend nagykeresztje (2001)
- Magyar Művészetért díj (2002)[13]
- Szent István-díj (2003)
- Magyar Szabadságért díj (2005)
- Magyarságért díj (2006)
- Árpád Pajzs (2008)
- Széchenyi Társaság Díja (2010)
- Polgári Magyarországért Díj (2011)
- Emberi Méltóságért díj (2013)
- A Magyar Kultúra Lovagja (2016)[16]
- A Haza Embere, a Százak Tanácsának elismerése, 2018
- Pro Probitate – Helytállásért (2020, a Szövetség a Közös Célokért díja, az átadó 2021-ben volt)[6]
- 2023 Martos, emléktábla[17]
- 2024 Komárom, emléktábla

## Könyvei
- Tegnap alighanem bolondgombát etettek velünk. Szépirodalmi tengődések; Framo, Chicago, 1983 (Szivárvány könyvek)
- Kutyaszorító. Önéletrajz és beszélgetések önmagammal, 1–2.; Püski, New York, 1983–1989
  - 1. 1983; bev. Csoóri Sándor
  - 2. 1989
- A szlovákiai magyar iskolák védelmében. Dokumentumok a csehszlovákiai magyar kisebbség önvédelmi harcáról 1983. november – 1984. augusztus; Magyar Emberi Jogok Alapítvány, New York, 1984
- Kutyaszorító. Önéletrajz és beszélgetések önmagammal; Szabad Idő, Budapest, 1985 (szamizdat)
- csehszlovákiai nonkomformisták: A magyar kisebbség helyzetéről és a nemzetiségi kérdésről; AB Független, Budapest, 1988
- Kutyaszorító II. (Püski-Corvin, New York, 1989)
- Kettős elnyomásban (Püski-Corvin&HHRF, New York, 1989)
- Kettős elnyomásban – bővített kiadás (Madách-Posonium, Pozsony, 1993)
- Csillagszilánk és tövistörek (Madách-Posonium, Pozsony, 1993)
- Önrendelkezési kísérleteink (Méry Ratio, Somorja, 1999)
- Változások küszöbén (Osiris, Budapest, 2000)
- Hazától a nemzetig. A kárpát-medencei magyarság helyzete és esélyei. Cikkek, elemzések, beszédek és interjúk, 1990–2004; 2. kiad.; Méry ratio, Somorja, 2005
- Ne félj, csak higgy! Beszédek és értekezések, 2004–2005; Szabad Tér, Budapest, 2005
- Csillagszilánk és tövistörek. Cérna Géza meséi; 2. átdolg. kiad.; Méry Ratio, Somorja, 2006
- Összefonódó ujjak. Duray Miklóssal beszélget Benkei Ildikó; Kairosz, Budapest, 2006 (Magyarnak lenni)
- Riadó! Vágják alattunk a fát! Beszédek és értekezések, 2005–2006; Szabad Tér, Budapest, 2006
- Volt egyszer egy… …egy lesz egyszer? Válogatott írások; Balaton Akadémia, Keszthely, 2008 (Szent György könyvek)
- A megvalósult elképzelhetetlen. Válogatás az 1986–2010 közötti időben, a trianoni békediktátum okán született írásokból; Trianon Kutatóintézet, Budapest, 2010
- Együttműködési lehetőségek a Kárpátok térségében; szerk. Duray Miklós, Kulcsár László, Szász Jenő; Nemzetstratégiai Kutatóintézet–NYME, Sopron–Budapest, 2016 (Kárpát-haza napló)
- Rendszerváltozás, rendszerváltoztatás, rendszerváltás a Kárpát-medencében, 1963–2015, 1–2.; szerk. Duray Miklós, Kulcsár László, Szász Jenő; Antológia, Lakitelek, 2016 (Retörki könyvek)